# Габрієль Кабальєро
Габрієль Естебан Кабальєро Шікер (ісп. Gabriel Esteban Caballero Schiker; нар. 21 грудня 1971, Санта-Фе) — мексиканський футболіст, що грав на позиції нападника. По завершенні ігрової кар'єри — тренер. З 2017 року очолює тренерський штаб команди «Кафеталерос де Тапачула».

## Клубна кар'єра
У дорослому футболі дебютував 1989 року виступами за команду клубу «Сентраль Кордова», в якій провів п'ять сезонів, взявши участь у 99 матчах чемпіонату. 
Згодом з 1994 по 1998 рік грав у складі команд клубів «Депортес Антофагаста» та «Сантос Лагуна».
Своєю грою за останню команду привернув увагу представників тренерського штабу клубу «Пачука», до складу якого приєднався 1998 року. Відіграв за команду з Пачука-де-Сото наступні чотири сезони своєї ігрової кар'єри. Більшість часу, проведеного у складі «Пачуки», був основним гравцем атакувальної ланки команди.
Протягом 2002—2005 років захищав кольори клубів «Атлас», «Пачука» та «Пуебла».
У 2005 році знову повернувся до клубу «Пачука», за який відіграв 4 сезони. Граючи у складі «Пачуки» також здебільшого виходив на поле в основному складі команди. Завершив професійну кар'єру футболіста виступами за команду «Пачука» у 2009 році.

## Виступи за збірну
У 2002 році дебютував в офіційних матчах у складі національної збірної Мексики. Протягом кар'єри у національній команді, яка тривала усього 1 рік, провів у формі головної команди країни 8 матчів.
У складі збірної був учасником чемпіонату світу 2002 року в Японії і Південній Кореї.

## Кар'єра тренера
Розпочав тренерську кар'єру, повернувшись до футболу після невеликої перерви, 2013 року, очоливши тренерський штаб клубу «Пачука».
Надалі очолював команду клубу «Кафеталерос де Тапачула».
З 2017 року знову очолює тренерський штаб команди «Кафеталерос де Тапачула».

## Титули і досягнення
- Найкращий бомбардир чемпіонату Чилі: 1995
- Найкращий бомбардир чемпіонату Мексики: 1997 (Клаусура)